# Tempête de 1987
Pour les articles homonymes, voir Tempête (homonymie).
La tempête de 1987 est une tempête très violente qui a frappé le jeudi 15 octobre 1987 la Bretagne et le Cotentin avant d'atteindre les îles Britanniques. Son intensité était telle qu'elle a causé des dommages équivalents à ceux d'un ouragan de force 3 dans l'échelle de Saffir-Simpson ce qui lui a valu parfois le surnom d'« Ouragan de 1987 ». Cependant, il s'agissait d'une dépression synoptique de caractère explosive des latitudes moyennes et non d'un cyclone tropical.

## Situation météorologique

Graphique montrant la pression atmosphérique en cm de mercure pendant la tempête à Sunbury-on-Thames, Angleterre. La pression minimale à ce site était de 961 hPa (1 cm Hg = 13.33 hPa).

La météo avait annoncé une petite tempête en provenance des Açores. Celle-ci a touché les côtes bretonnes plus tard que prévu (vers 18 h). Cette dépression se déplaçait à 50 ou 60 km/h et ne fit que très peu de dégâts. Cependant, une plus forte dépression s'est formée le long de son front froid dans le golfe de Gascogne quand l'advection froide venant du nord a atteint les eaux très chaudes pour la saison. Cette intrusion d'air froid était en conjonction avec un fort courant-jet venant d'ouest et un fort mouvement vertical ascendant qui lui donna une pression centrale de 958 hPa (958 mb).
Elle atteignit Ouessant à minuit avec une pression de 948 hPa  (948 mb) à la station météo de Brest, record de la station depuis sa création en 1945. Elle se déplaçait relativement plus vite que la première : 110 km/h. Elle traversa la Bretagne de Penmarc'h à Saint-Brieuc. En Bretagne, la tempête toucha terre en Cornouaille avec à Quimper des rafales continuelles de 180 km/h avant de se diriger vers le Devon et les comtés du  Midlands anglais avant de retourner à la mer par l'Est-Anglie. Les plus forts vents mesurés furent de 220 km/h à Granville.  Un sodar au Nez de Jobourg a même estimé les vents à 242 km/h en altitude mais la valeur doit être réduite pour le vent en surface. Le corridor de vents plus intenses a été associé au courant-jet d'occlusion dans une étude subséquente.
Heureusement, cette tempête eut lieu avec un faible coefficient de marée, ce qui en limita les effets dévastateurs, néanmoins considérables en Bretagne et en Normandie alors que les vagues atteignaient 16 m à Ouessant et Belle-Île-en-Mer. Les observations du niveau de la mer à Brest et au Conquet obtenues à l'aide d'un marégraphe montrent une surcote de l'ordre de 1,7 m.
Bien que ce genre de système soit rare et que l'estimation d'un tel développement ait un temps de récurrence de 100 ans, en janvier 1990 une dépression similaire frappait le Royaume-Uni et la France (Tempête Daria pour les Français et Burns day Storm pour les Britanniques) et deux autres en 1999 (voir Tempêtes de fin décembre 1999 en Europe). 
Des vents violents avaient été annoncés par les services de prévision de la Direction de la météorologie française dès le 12 octobre et un message d'alerte annonçant des vents de l'ordre de 150 km/h avait été diffusé par radio le mercredi 14 octobre. Cependant, les rafales ont dépassé ce qui avait été prévu.
La sous-estimation de l'évènement par les services de prévision français et sa mauvaise appréhension par les services britanniques conduisirent à un réexamen des pratiques de la Direction de la météorologie (devenue depuis Météo-France) et du Met Office. L'amélioration du réseau de stations et de bouées météorologiques ainsi que le travail sur les modèles de prévision numérique du temps a permis de prévoir la tempête Daria (appelée Tempête de la fête de Robert Burns en Grande-Bretagne) correctement.

## Dégâts
Les dégâts furent très importants, mais les pertes humaines relativement faibles, grâce au passage nocturne et à un coefficient de marée très bas, ce qui a permis d'éviter un phénomène de submersion du même type que celui constaté lors du passage de la tempête Xynthia.

### France
En France, les autorités ont dénombré :
- Dégâts estimés à 23 milliards de francs en 1987, soit 6,8 milliards d'euros aujourd'hui ;
- 15 morts ;
- 1 250 000 abonnés privés d'électricité ;
- Le quart des forêts bretonnes est détruit ;
- L'église de Concarneau fut durement touchée. Elle ne sera jamais rouverte, et finalement détruite quelques années plus tard. Les chapelles de Tronoën et de Quilinen sont touchées, l'ancien chantier Le Cœur de Lesconil également[8] ;
- Le clocher de l'Église Saint-Pierre-et-Saint-Paul de Melgven s'est effondré. Il sera reconstruit à l'identique un an plus tard grâce à une souscription nationale[9].

### Grande-Bretagne
- 19 morts ;

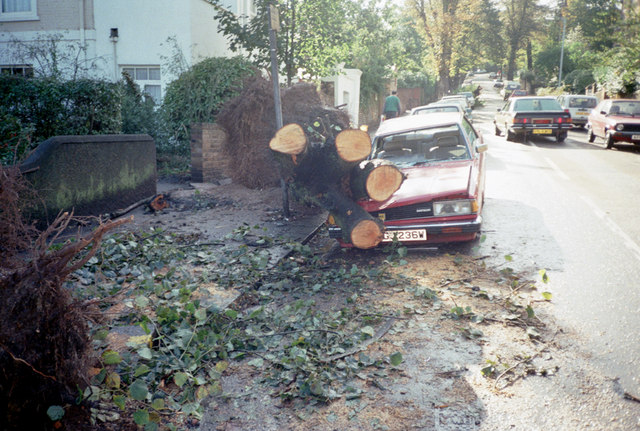
Dégâts à Londres.

- 15 millions d'arbres cassés ou arrachés incluant six des sept fameux chênes de Sevenoaks et plusieurs à Chanctonbury Ring ;
- Routes, chemins de fer paralysés par les débris et bâtiments endommagés ;
- Plusieurs centaines de milliers de foyers sans électricité par suite du bris d'un nombre sans précédent de poteaux et de fils ;
- Très grand nombre d'embarcations coulées ou projetées dont un navire qui chavira à Douvres et un traversier qui s'échoua à Folkestone. Le mât de transmission de la radio pirate Radio Caroline montée sur le Ross Revenge fut cassé ;
- Coût estimé des dégâts en 1987 de 1,2 milliard de livres sterling, soit 3,4 milliards de livres sterling aujourd'hui.